# Limnophora nigrithorax
Limnophora nigrithorax är en tvåvingeart som beskrevs av Shinonaga 2005. Limnophora nigrithorax ingår i släktet Limnophora och familjen husflugor. Inga underarter finns listade i Catalogue of Life.